# Правдива історія завоювання Нової Іспанії
Правдива історія завоювання Нової Іспанії (ісп. Historia verdadera de la conquista de la Nueva España) — автобіографічна хроніка Берналя Діаса дель Кастільйо присвячена завоюванню Мексики.

## Короткий опис
У цій хроніці описані військові експедиції в яких брав участь автор — Ернандеса де Кордови та Хуана де Грихальви до Юкатану в 1517 та 1518 роках відповідно та похід Ернана Кортеса та завоювання Мексики з 1519 року. Праця написана безпосереднім учасником та очевидцем подій. Берналь Діас значною мірою написав її на противагу книжкам створених істориками, що з одного боку писали з чужих слів, а з іншого зумисне спотворювали події задля вихваляння Ернана Кортеса. Хроніка є одним з найкращих та найцінніших творів такого роду і поєднує простоту стилю з правдивістю.